# 纳塔利娅·涅普里亚耶娃
纳塔利娅·米哈伊洛芙娜·涅普里亚耶娃（俄语：Наталья Михайловна Непряева，1995年9月6日—）生于特维尔州特维尔，是一名俄罗斯女子越野滑雪运动员。娜塔莉亚八岁时在父母的介绍下开始接触越野滑雪运动。一开始她是由母亲担任其教练，后来她从师于父母以前的教练，接受更加专业的训练。2015年，她进入国家队主队。纳塔利娅的妹妹达莉娅同样也是一名越野滑雪选手。